# Euplectrus jacklonginoi
Euplectrus jacklonginoi  (лат.) — вид мелких паразитических наездников рода Euplectrus из семейства Eulophidae (Chalcidoidea) отряда перепончатокрылые насекомые. Паразитоиды гусениц бабочек. Центральная Америка: Коста-Рика.

## Описание
Длина 2,0 мм. Мезосома чёрная и блестящая. Ноги, усики и скапус желтовато-коричневые, педицелль желтовато-коричневый, жвалы и щупальцы желтовато-белые. Проподеум гладкий. Шпоры задних голеней длинные, длиннее первого членика задних лапок. Щитик без продольных борозд. Усики с 6 флагелломерами, включая 2-члениковую булаву. Голова и грудка тёмные (буровато-чёрные), ноги и брюшко светлее. Групповые наружные паразиты (эктопаразитоиды) гусениц бабочек-совок Mursa (Noctuidae), питающихся на растениях Panicum pilosum (Poaceae). Окукливаются в своих шёлковых коконах рядом со съеденной гусеницей хозяина. Вид был впервые описан в 2015 году английским гименоптерологом Христером Хэнссоном (Christer Hansson; The Natural History Museum, Лондон, Великобритания) и назван в честь американского мирмеколога Джека Лонгино (Jack T. Longino) за его вклад в исследование таксономии отряда перепончатокрылых насекомых (Hymenoptera).